# 200 mètres masculin aux Jeux olympiques d'été de 2016 (athlétisme)
Pour un article plus général, voir Athlétisme aux Jeux olympiques d'été de 2016.
Navigation
Londres 2012 Tokyo 2020
L'épreuve du 200 mètres masculin aux Jeux olympiques de 2016 se déroule du 16 au 18 août 2016 au Stade olympique de Rio de Janeiro, au Brésil. Elle a été remportée par le Jamaïcain Usain Bolt dans le temps de 19 s 78.

## Résultats

### Finale
| Rang               | Couloir | Athlète             | Pays            | Réaction        | Temps | Notes |
| ------------------ | ------- | ------------------- | --------------- | --------------- | ----- | ----- |
| Médaille d'or      | 6       | Usain Bolt          | Jamaïque        |                 | 19.78 | SB    |
| Médaille d'argent  | 4       | Andre De Grasse     | Canada          |                 | 20.02 |       |
| Médaille de bronze | 7       | Christophe Lemaitre | France          |                 | 20.12 |       |
| 4                  | 2       | Adam Gemili         | Grande-Bretagne |                 | 20.12 |       |
| 5                  | 8       | Churandy Martina    | Pays-Bas        |                 | 20.13 |       |
| 6                  | 5       | LaShawn Merritt     | États-Unis      |                 | 20.2  |       |
| 7                  | 3       | Alonso Edward       | Panamá          |                 | 20.23 |       |
| 8                  | 1       | Ramil Guliyev       | Turquie         |                 | 20.43 |       |
|                    |         |                     |                 | vent : -0,5 m/s |       |       |

Les 3e, 4e et 5e sont départagés à la photo-finish, qui donne une avance de 3 millièmes de secondes à Christophe Lemaitre (20.116) sur le 4e (20.119) et 6 millièmes sur le 5e (20.122).

### Demi-finales
- Les 2 premiers de chaque série (Q) et les deux meilleurs temps (q) se qualifient pour la finale.

#### Demi-finale 1
| Rang | Couloir | Athlète             | Pays              | Réaction        | Temps | Notes |
| ---- | ------- | ------------------- | ----------------- | --------------- | ----- | ----- |
| 1    | 6       | LaShawn Merritt     | États-Unis        |                 | 19.94 | Q     |
| 2    | 8       | Christophe Lemaitre | France            |                 | 20.01 | Q     |
| 3    | 7       | Daniel Talbot       | Grande-Bretagne   |                 | 20.25 |       |
| 4    | 4       | Nickel Ashmeade     | Jamaïque          |                 | 20.31 |       |
| 5    | 1       | Rondel Sorrillo     | Trinité-et-Tobago |                 | 20.33 |       |
| 5    | 3       | Nery Brenes         | Costa Rica        |                 | 20.33 |       |
| 7    | 2       | Aaron Brown         | Canada            |                 | 20.37 |       |
| 8    | 5       | José Carlos Herrera | Mexique           |                 | 20.48 |       |
|      |         |                     |                   | vent : -0,4 m/s |       |       |

#### Demi-finale 2
| Rang | Couloir | Athlète               | Pays            | Réaction        | Temps | Notes |
| ---- | ------- | --------------------- | --------------- | --------------- | ----- | ----- |
| 1    | 4       | Usain Bolt            | Jamaïque        |                 | 19.78 | Q     |
| 2    | 5       | Andre De Grasse       | Canada          |                 | 19.80 | Q NR  |
| 3    | 6       | Adam Gemili           | Grande-Bretagne |                 | 20.08 | q     |
| 4    | 8       | Ramil Guliyev         | Turquie         |                 | 20.09 | q     |
| 5    | 2       | Ameer Webb            | États-Unis      |                 | 20.43 |       |
| 5    | 3       | Salem Eid Yaqoob      | Bahreïn         |                 | 20.43 |       |
| 7    | 7       | Ejowvokoghene Oduduru | Nigeria         |                 | 20.59 |       |
| 8    | 1       | Roberto Skyers        | Cuba            |                 | 20.60 |       |
|      |         |                       |                 | vent : -0,3 m/s |       |       |

#### Demi-finale 3
| Rang | Couloir | Athlète                     | Pays            | Réaction        | Temps | Notes |
| ---- | ------- | --------------------------- | --------------- | --------------- | ----- | ----- |
| 1    | 5       | Alonso Edward               | Panamá          |                 | 20.07 | Q     |
| 2    | 8       | Churandy Martina            | Pays-Bas        |                 | 20.10 | Q     |
| 3    | 2       | Justin Gatlin               | États-Unis      |                 | 20.13 |       |
| 4    | 4       | Bruno Hortelano             | Espagne         |                 | 20.16 |       |
| 5    | 7       | Nethaneel Mitchell-Blake    | Grande-Bretagne |                 | 20.25 |       |
| 6    | 6       | Yohan Blake                 | Jamaïque        |                 | 20.37 |       |
| 7    | 1       | Lykourgos-Stefanos Tsakonas | Grèce           |                 | 20.63 |       |
| 8    | 3       | Matteo Galvan               | Italie          |                 | 20.88 |       |
|      |         |                             |                 | vent : -0,2 m/s |       |       |

### Séries
- Les deux premiers de chaque série (Q) et les 4 meilleurs temps (q) se qualifient pour les demi-finales.

#### Série 1
| Rang | Couloir | Athlète                     | Pays            | Réaction        | Temps | Notes |
| ---- | ------- | --------------------------- | --------------- | --------------- | ----- | ----- |
| 1    | 6       | Alonso Edward               | Panamá          | 0.137           | 20.19 | Q     |
| 2    | 2       | Daniel Talbot               | Grande-Bretagne | 0.143           | 20.27 | Q PB  |
| 3    | 8       | Likourgos-Stefanos Tsakonas | Grèce           | 0.161           | 20.31 | SB    |
| 4    | 7       | Femi Ogunode                | Qatar           | 0.167           | 20.36 |       |
| 5    | 3       | Jeremy Dodson               | Samoa           | 0.144           | 20.51 |       |
| 6    | 4       | Jak Ali Harvey              | Turquie         | 0.139           | 20.58 | SB    |
| 7    | 5       | Mosito Lehata               | Lesotho         | 0.162           | 20.65 | SB    |
| -    | 1       | Demetrius Pinder            | Bahamas         |                 | DSQ   |       |
|      |         |                             |                 | vent : +0.7 m/s |       |       |

#### Série 2
| Rang | Couloir | Athlète          | Pays           | Réaction        | Temps | Notes |
| ---- | ------- | ---------------- | -------------- | --------------- | ----- | ----- |
| 1    | 8       | Bruno Hortelano  | Espagne        | 0.161           | 20.12 | Q NR  |
| 2    | 6       | Yohan Blake      | Jamaïque       | 0.166           | 20.13 | Q SB  |
| 3    | 4       | Ameer Webb       | Etats-Unis     | 0.157           | 20.31 |       |
| 4    | 3       | Anaso Jobodwana  | Afrique du Sud | 0.175           | 20.53 |       |
| 5    | 7       | Robin Erewa      | Allemagne      | 0.197           | 20.61 |       |
| 6    | 2       | Emmanuel Dasor   | Ghana          | 0.164           | 20.65 |       |
| 7    | 5       | Shavez Hart      | Bahamas        | 0.151           | 20.74 | SB    |
| 8    | 1       | Bernardo Baloyes | Colombie       | 0.200           | 20.78 |       |
|      |         |                  |                | vent : –0.2 m/s |       |       |

#### Série 3
| Rang | Couloir | Athlète            | Pays      | Réaction        | Temps | Notes |
| ---- | ------- | ------------------ | --------- | --------------- | ----- | ----- |
| 1    | 5       | Salem Eid Yaqoob   | Bahreïn   | 0.167           | 20.19 | Q NR  |
| 2    | 6       | Ramil Guliyev      | Turquie   | 0.148           | 20.23 | Q SB  |
| 3    | 2       | Aaron Brown        | Canada    | 0.127           | 20.23 |       |
| 4    | 3       | Shota Iizuka       | Japon     | 0.163           | 20.49 |       |
| 5    | 8       | Emmanuel Matadi    | Liberia   | 0.219           | 20.49 | NR    |
| 6    | 4       | Sibusiso Matsenjwa | Swaziland | 0.196           | 20.63 | NR    |
| 7    | 7       | Levi Cadogan       | Barbade   | 0.186           | 21.02 |       |
| 8    | 1       | Tega Odele         | Nigeria   | 0.130           | 21.25 |       |
|      |         |                    |           | vent : +0.3 m/s |       |       |

#### Série 4
| Rang | Couloir | Athlète             | Pays               | Réaction       | Temps | Notes |
| ---- | ------- | ------------------- | ------------------ | -------------- | ----- | ----- |
| 1    | 3       | Jose Carlos Herrera | Mexique            | 0.143          | 20.29 | Q     |
| 2    | 8       | Roberto Skyers      | Cuba               | 0.149          | 20.44 | Q     |
| 3    | 6       | Jorge Vides         | Brésil             | 0.176          | 20.50 |       |
| 4    | 4       | Tlotliso Leotlela   | Afrique du Sud     | 0.161          | 20.59 |       |
| 5    | 1       | Eseosa Desalu       | Italie             | 0.130          | 20.65 |       |
| 6    | 7       | Teray Smith         | Bahamas            | 0.175          | 20.66 |       |
| 7    | 2       | Didier Kiki         | Bénin              | 0.152          | 22.27 |       |
| -    | 5       | Miguel Francis      | Antigua-et-Barbuda |                | DNS   |       |
|      |         |                     |                    | vent : 0.0 m/s |       |       |

#### Série 5
| Rang | Couloir | Athlète              | Pays                   | Réaction        | Temps | Notes |
| ---- | ------- | -------------------- | ---------------------- | --------------- | ----- | ----- |
| 1    | 4       | Justin Gatlin        | États-Unis             | 0.154           | 20.42 | Q     |
| 2    | 6       | Matteo Galvan        | Italie                 | 0.171           | 20.58 | Q     |
| 3    | 5       | Ramon Gittens        | Barbade                | 0.144           | 20.58 |       |
| 4    | 2       | Serhiy Smelyk        | Ukraine                | 0.182           | 20.66 |       |
| 5    | 7       | Aleixo-Platini Menga | Allemagne              | 0.136           | 20.80 |       |
| 6    | 8       | Kenji Fujimitsu      | Japon                  | 0.159           | 20.86 |       |
| 7    | 3       | Yancarlos Martinez   | République dominicaine | 0.132           | 22.97 |       |
|      |         |                      |                        | vent : –1.5 m/s |       |       |

#### Série 6
| Rang | Couloir | Athlète             | Pays                      | Réaction        | Temps | Notes |
| ---- | ------- | ------------------- | ------------------------- | --------------- | ----- | ----- |
| 1    | 5       | Nickel Ashmeade     | Jamaïque                  | 0.124           | 20.15 | Q     |
| 2    | 2       | Adam Gemili         | Grande-Bretagne           | 0.153           | 20.20 | Q     |
| 3    | 8       | Clarence Munyai     | Afrique du Sud            | 0.148           | 20.66 |       |
| 4    | 4       | Burkheart Ellis Jr. | Barbade                   | 0.186           | 20.74 |       |
| 5    | 1       | Alexander Hartmann  | Australie                 | 0.169           | 21.02 |       |
| 6    | 7       | Tatenda Tsumba      | Zimbabwe                  | 0.159           | 21.04 |       |
| 7    | 6       | Rolando Palacios    | Honduras                  | 0.187           | 21.32 |       |
| 8    | 3       | Theo Piniau         | Papouasie-Nouvelle-Guinée | 0.175           | 22.14 |       |
|      |         |                     |                           | vent : +0.4 m/s |       |       |

#### Série 7
| Rang | Couloir | Athlète               | Pays       | Réaction        | Temps | Notes |
| ---- | ------- | --------------------- | ---------- | --------------- | ----- | ----- |
| 1    | 8       | Nery Brenes           | Costa Rica | 0.178           | 20.20 | Q NR  |
| 2    | 3       | Churandy Martina      | Pays-Bas   | 0.150           | 20.29 | Q     |
| 3    | 4       | Brendon Rodney        | Canada     | 0.169           | 20.34 |       |
| 4    | 6       | Davide Manenti        | Italie     | 0.145           | 20.51 |       |
| 5    | 7       | Adama Jammeh          | Gambie     | 0.182           | 20.55 |       |
| 6    | 5       | Harold Houston        | Bermudes   | 0.117           | 20.85 |       |
| 7    | 1       | Fabrice Dabla         | Togo       | 0.156           | 21.63 |       |
| -    | 2       | Mike Mokamba Nyang'au | Kenya      |                 | DNS   |       |
|      |         |                       |            | vent : +0.2 m/s |       |       |

#### Série 8
| Rang | Couloir | Athlète             | Pays       | Réaction        | Temps | Notes |
| ---- | ------- | ------------------- | ---------- | --------------- | ----- | ----- |
| 1    | 3       | LaShawn Merritt     | États-Unis | 0.162           | 20.15 | Q     |
| 2    | 2       | Christophe Lemaitre | France     | 0.171           | 20.28 | Q     |
| 3    | 4       | Julian Reus         | Allemagne  | 0.138           | 20.39 | SB    |
| 4    | 7       | Reynier Mena        | Cuba       | 0.123           | 20.42 |       |
| 5    | 8       | Karol Zalewski      | Pologne    | 0.151           | 20.54 |       |
| 6    | 6       | Bruno de Barros     | Brésil     | 0.154           | 20.59 |       |
| 7    | 5       | Ihor Bodrov         | Ukraine    | 0.180           | 20.86 |       |
| 8    | 1       | Carvin Nkanata      | Kenya      | 0.213           | 21.43 |       |
|      |         |                     |            | vent : +0.4 m/s |       |       |

#### Série 9
| Rang | Couloir | Athlète               | Pays              | Réaction        | Temps | Notes |
| ---- | ------- | --------------------- | ----------------- | --------------- | ----- | ----- |
| 1    | 5       | Usain Bolt            | Jamaïque          | 0.177           | 20.28 | Q     |
| 2    | 8       | Ejowvokoghene Oduduru | Nigeria           | 0.141           | 20.34 | Q PB  |
| 3    | 3       | Solomon Bockarie      | Pays-Bas          | 0.136           | 20.42 | SB    |
| 4    | 7       | Kyle Greaux           | Trinité-et-Tobago | 0.147           | 20.61 | SB    |
| 5    | 4       | Jonathan Borlée       | Belgique          | 0.162           | 20.64 |       |
| 6    | 2       | Kei Takase            | Japon             | 0.153           | 20.71 |       |
| 7    | 1       | Ahmed Ali             | Soudan            | 0.153           | 20.78 |       |
| 7    | 6       | Jaysuma Saidy Ndure   | Norvège           | 0.150           | 20.78 |       |
|      |         |                       |                   | vent : +0.6 m/s |       |       |

#### Série 10
| Rang | Couloir | Athlète                  | Pays                       | Réaction        | Temps | Notes |
| ---- | ------- | ------------------------ | -------------------------- | --------------- | ----- | ----- |
| 1    | 5       | Andre De Grasse          | Canada                     | 0.137           | 20.09 | Q SB  |
| 2    | 1       | Nethaneel Mitchell-Blake | Grande-Bretagne            | 0.146           | 20.24 | Q     |
| 3    | 7       | Rondel Sorrillo          | Trinité-et-Tobago          | 0.124           | 20.27 | q SB  |
| 4    | 8       | Hua Wilfried Koffi       | Côte d'Ivoire              | 0.159           | 20.48 | SB    |
| 5    | 6       | Antoine Adams            | Saint-Christophe-et-Niévès | 0.141           | 20.49 |       |
| 6    | 3       | Stanly del Carmen        | République dominicaine     | 0.133           | 20.55 |       |
| 7    | 2       | Aldemir da Silva Júnior  | Brésil                     | 0.144           | 20.80 |       |
| 8    | 4       | Brandon Jones            | Belize                     | 0.160           | 21.49 | SB    |
|      |         |                          |                            | vent : +1.0 m/s |       |       |

## Légende
Records et Performances
- AR : Record continental (area record)
- CR : Record des championnats (championship record)
- MR : Record du meeting (meet record)
- NR : Record national (national record)
- OR : Record olympique (olympic record)
- PR : Record paralympique (paralympic record)
- PB : Record personnel (personal best)
- SB : Meilleure performance personnelle de la saison (season's best)
- WL : Meilleure performance mondiale de l'année (world leader)
- WJR : Record du monde junior (world junior record)
- WR : Record du monde (world record)

Circonstances et Conditions
- DNF : N'a pas terminé (did not finish)
- DNS : N'a pas pris le départ (did not start)
- DQ : Disqualification (disqualification)
- NM : Aucun essai valable enregistré (No Mark)
- Q : Qualifié « directement » au prochain tour (ou à la prochaine compétition), lors d'une compétition majeure, grâce au classement ou à la réalisation des minima (automatic qualifier)
- q : Qualifié au prochain tour (ou à la prochaine compétition), lors d'une compétition majeure, grâce au repêchage ou à la réalisation de l'une des meilleures performances parmi celles des « non qualifiés directement » (grâce au meilleur temps ou à la meilleure distance par exemple) (secondary qualifier)